# 오리올 파크 (시드니)
오리올 파크(Oriole Park)는 호주 시드니에 위치한 야구 경기장이다.
오리올 파크는 호주 뉴사우스웨일스에 있는 어번 베이스볼 클럽(Auburn Baseball Club)의 홈구장이다. 1970년, 1975년, 1980년, 1981년에 클랙스턴 실드(Claxton Shield)를 개최했다. 1980년 대회를 개최하기 전에 경기장이 확장되고 조명이 추가되었다. 오리올 파크는 1988년 U-18 야구 월드컵도 개최했다.
오리올 파크는 2014년을 마지막으로 사용되었다. 2017년 컴벌랜드 의회(Cumberland Council)는 오리올 파크를 복원하는데 비용이 너무 많이 들기 때문에 철거할 것이라고 발표했다.